# Pactolinus robusticollis
Pactolinus robusticollis är en skalbaggsart som först beskrevs av Lewis 1892.  Pactolinus robusticollis ingår i släktet Pactolinus och familjen stumpbaggar. Inga underarter finns listade i Catalogue of Life.